# 安娜·沃洛申娜
安娜·维亚切斯拉沃芙娜·沃洛申娜（烏克蘭語：Анна В'ячеславівна Волошина，1991年9月26日—），乌克兰女子花样游泳运动员，2013年世界游泳锦标赛集体技术自选、集体自由自选和自由组合铜牌得主、2015年世界游泳锦标赛女子双人自由自选铜牌得主、2017年世界游泳锦标赛自由组合银牌得主、单人技术自选、单人自由自选、双人技术自选、双人自由自选、集体自由自选铜牌得主。